# Hieracium expansiceps
Hieracium expansiceps es una especie de planta con flor del género Hieracium, de la familia Asteraceae, orden Asterales.

## Distribución
Hieracium expansiceps se distribuye por Noruega.

## Taxonomía
Fue descrita científicamente por Elfstr.
Tratamiento taxonómico
La especie aparece registrada y publicada en Hier. Alp. Mittl. Skand.